# Alhais
Alhais est une ancienne paroisse civile portugaise (en portugais : freguesia) de la municipalité de Vila Nova de Paiva dans le district de Viseu.
La loi no 11-A/2013 du 28 janvier 2013, portant réorganisation administrative du territoire des freguesias, fusionne Alhais avec les paroisses voisines de Vila Nova de Paiva et Fráguas pour former l’União das freguesias de Vila Nova de Paiva, Alhais e Fráguas (dont le siège est à Vila Nova de Paiva).